# Шепитка, Дементий Иванович
Деме́нтий Ива́нович Шепи́тка (1858 — ?) — член I Государственной думы от Подольской губернии, крестьянин.

## Биография

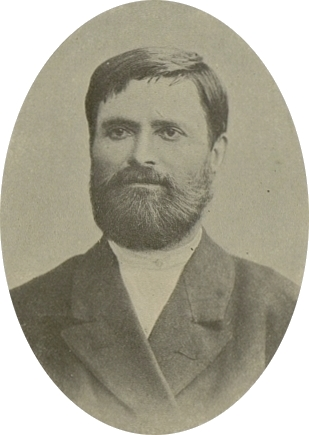

Православный, крестьянин села Вербки-Чечельнокской Ольгопольского уезда.
Начальное образование получил дома, грамотный. Был членом волостного банка.
В 1906 году был избран в I Государственную думу от общего состава выборщиков Подольского губернского избирательного собрания. Входил в Трудовую группу. Подписал законопроекты: «42-х» по аграрному вопросу, «О гражданском равенстве», «Об изменении статей 55-57 Учреждения ГД».
Дальнейшая судьба неизвестна.